# Kraftwerk Peschtera
Das Kraftwerk Peschtera ist ein Wasserkraftwerk in der Oblast Pasardschik, Bulgarien. Es hat eine installierte Leistung von 128 MW. Das Kraftwerk nutzt das Wasser der ca. 4,5 km entfernten Talsperre Batak zur Stromerzeugung. Die Stadt Peschtera liegt ca. 5 km nordöstlich des Kraftwerks.
Das Kraftwerk ist im Besitz der Nazionalna elektritscheska kompanija EAD (NEK EAD) und wird auch von NEK EAD betrieben.

## Kraftwerk
Das Kraftwerk ging 1959 in Betrieb. Es verfügt über eine installierte Leistung von 128 MW. Die durchschnittliche Jahreserzeugung liegt bei 300 Mio. kWh. Die 5 Pelton-Turbinen mit horizontaler Welle leisten jeweils 25,6 MW; sie befinden sich in einem unterirdischen Maschinenhaus.
Von der Talsperre Batak führt ein Tunnel zum Kraftwerk Peschtera. Die Fallhöhe beträgt dabei 586 m und der maximale Durchfluss liegt bei insgesamt 26,25 m³/s.

## Kraftwerk Aleko
Vom Kraftwerk Peschtera wird das Wasser nach der Nutzung zum Oberbecken des Kraftwerks Aleko weitergeleitet.